# Simon Tesfay
Simon Tesfay (* 15. März 1985 in Eritrea) ist ein in die Schweiz geflüchteter Langstreckenläufer, der in Uster lebt, für den TG Hütten startete und jetzt wieder beim LC Uster Mitglied ist.
2004 setzte er sich zusammen mit Tadesse Abraham an den Crosslauf-Weltmeisterschaften in Belgien vom eritreischen Team ab, reiste in die Schweiz und beantragte politisches Asyl. Ihre Asylunterkunft in Uster befand sich unmittelbar neben dem Leichtathletik-Stadion Buchholz. Beim LC Uster lernten sie Cheftrainer Urs Zenger kennen. Neben dem Training lernten sie Deutsch und arbeiteten als Verkäufer des Strassenmagazins Surprise.
2006 schloss sich Tesfay der TG Hütten an, während Abraham sich später in Genf niederliess, eine Schweizerin heiratete und Teil des Schweizer Marathonteams wurde. Ohne die Möglichkeit zur erleichterten Einbürgerung setzte Tesfay neben dem Sport auf eine Ausbildung zum Medizinischen Masseur am Spital Uster. Seine Tochter, die er im Alter von sieben Monaten in Eritrea zurückgelassen hat, konnte er 2013 zu sich holen.
Mit seiner Bestzeit von 1:01:00 h beim Internationalen Berliner Halbmarathon 2016 ist er hinter Julien Wanders (59:13 min) und Tadesse Abraham (1:00:42 h) der drittschnellste Halbmarathonläufer in der Schweiz.
Im April 2023 erhielt Tesfay den Schweizer Pass und damit die Möglichkeit, im Alter von 38 Jahren an den Leichtathletik-Weltmeisterschaften 2023 in Budapest sein Marathon-Debüt zu geben. Zusammen mit Abraham bereitete er sich in St. Moritz darauf vor. Ausserdem erhielt er Tipps vom ehemaligen Marathonspezialisten Viktor Röthlin.